# Haliophasma geminata
Haliophasma geminata är en kräftdjursart som beskrevs av Menzies och Barnard 1959. Haliophasma geminata ingår i släktet Haliophasma och familjen Anthuridae. Inga underarter finns listade i Catalogue of Life.